# Fakhr al-Din al-Razi
Abu Abdullah Muhammad ibn Umar ibn al-Husayn al-Taymi al-Bakri al-Tabaristani Fakhr al-Din al-Razi (în arabă أبو عبدالله محمد بن عمر بن الحسن بن الحسين بن علي التيمي البكري فخرالدین الرازی), cunoscut sub numele  Fakhruddin Razi a fost un teolog și filosof sunnit care s-a născut în Iran în anul 1149 și a murit în Afganistan în anul 1210. A studiat învățăturile tradiționaliste islamice în Iran fiind un ash’arit convins. 

## Biografie
Pentru început, a învățat împreună cu tatăl său, ca mai târziu să studieze la Merv și Maragheh ca discipol al lui al-Majd al-Jili care la rândul său fusese discipoulul lui al-Ghazali. A fost acuzat ca fiind adeptul raționalismului cu toate că a ajutat la convertirea multor oameni la ortodoxie. Cu toate că făcea parte dintre reprezentanții școlii teologice Ash’ari, pe patul de moarte și-a exprimat regretful apartenenței la filozofia școlii.
Al-Razi a scris tratate pe teme ce includ doctrine religioase, metafizică și logică. Ca ash’arit, acesta este evlavios, dar se face remarcat prin talentul său de orator, cu precădere în controversatele contradicții aspura învățăturii mu’tazilite. Al-Razi a călătorit mult, ajungând până în India.
În ultima parte a vieții sale al-Razi se concentrează din ce în ce mai mult aspura Coranului, în care găsește o sursă de justificări ale ideilor si idealurilor sale, interpretările lui asupra Coranului reprezentând cea mai importantă parte a lucrărilor sale. În cartea sa numită Testament acesta afirma: „am avut parte de toate metodele kalam-ului și de toate  căile filozofiei însă nici una nu mi-a oferit confortul și satisfacția pe care le-am găsit citind Coranul.

## Perspective religioase
Creația sa, Al-tafsir al-kabir (engleză The great commentary) cunoscută și ca Mafatih al-ghayb (engleză The Keys to the Unseen World) este rodul întâlnirii acestuia cu Coranul. În acest volum susține idea existenței unei lumi ascunse, dincolo de puterea de ințelegere a oamenilor, Coranul fiind singura sursă de cunoaștere a lucrurilor știute doar de Dumnezeu.
De-a lungul vieții sale se opune cu vehemență invățăturilor mu’tazilite, în special cărții lui Zamakhshari, pe care o contrazice în totalitate si respinge fără osteneală doctrina conform căreia omul își decide singur faptele iar Dumnezeu poate fi înduplecat să ofere bunatatea Sa creației Sale.
Lui al-Razi îi este atribuită doctrina conform căreia profeții sunt ființe impecabile ce nu pot păcătui și nici nu pot împărtăși mesajele lor într-un mod greșit.
Sunnit fiind, acesta dezbate pe îndelete în cartea intitulată Surat al-Nur, punctul său de vedere prin care Abu Bakr este superior lui Ali, dovada incontestabilă fiind capacitatea lui Abu Bakr de a-l ierta pe nepotul său, Mistah, care s-a numărat printe cei care au calomniat-o pe fiica sa, soția Profetului, act pe care al-Razi îl consideră mai important decât războiul împotriva necredincioșilor.

## Lucrări
- Al-Tafsir al-Kabir, cunoscută și ca Mafatih al-Ghayb
- Isma al-Anbiya
- Bahr al-Ansab
- Kitab al-Mantiq al-Kabir
- Al-Mahsul wa al-Muntakhab, în care corectează al-Mu`tamad fi Usul al-Fiqh, cartea lui Abu al-Husayn Muhammad ibn `Ali al-Basri al-Mu`tazili al-Shafi`i's (d. 463).
- Al-Arba`in
- Nihaya al-`Uqul
- Al-Bayan wa al-Burhan fi al-Radd `ala Ahl al-Zaygh wa al-Tughyan
- Al-Mabahith al-`Imadiyya fi al-Matalib al-Ma`adiyya
- Al-Mabahith al-Mashriqiyya
- Ta'sis al-Taqdis fi Ta'wil al-Sifat
- Irshad al-Nuzzar ila Lata'if al-Asrar
- Al-Zubda
- Al-Ma`alim fi Usul al-Din, comentariu la Luma` al-Adilla a lui Abu al-Ma`ali al-Juwayni
- Al-Ma`alim fi Usul al-Fiqh
- Sharh Asma' Allah al-Husna
- Sharh Nisf al-Wajiz li al-Ghazzali
- Sharh al-Isharat
- Al-Mulakhkhas fi al-Falsafa
- Al-Matalib al-`Aliyya
- Al-Milal wa al-Nihal
- Sharh Kulliyyat al-Qanun fi al-Tibb
- Manaqib al-Shafi`i
- Sharh Siqt al-Zand li Abi al-`Ala.
- 'Al-Tariqa al-Baha'iyya fi al-Khilaf. Siraj al-Din al-Ghaznawi, tradusă din persană în arabă.
- Sharh Mufassal al-Zamakhshari
- `Uyun al-Hikma
- Asrar al-Nujum[5]